# Böshorn
Böshorn eller Rauthorn är en bergstopp i Schweiz. Den ligger i distriktet Brig och kantonen Valais, i den södra delen av landet. Toppen på Böshorn är 3 268 meter över havet.
Trakten runt Böshorn består i huvudsak av kala bergstoppar och i lägre trakter finns gräsmarker och skog.